# Suissexe
 (mai 2025).
Motif : Notoriété à démontrer
- Archive Wikiwix
- Bing
- Cairn
- DuckDuckGo
- E. Universalis
- Gallica
- Google
- G. Books
- G. News
- G. Scholar
- Persée
- Qwant
- (zh) Baidu
- (ru) Yandex
- (wd) trouver des œuvres sur Wikidata

| 1. | Préciser le motif de la pose du bandeau. | Précisez le motif de la pose du bandeau en utilisant la syntaxe suivante : {{admissibilité à vérifier\|date=mai 2025\|motif=remplacez ce texte par le motif}}                 |
| 2. | Informer les utilisateurs concernés.     | Pensez à avertir le créateur de l'article, par exemple, en insérant le code ci-dessous sur sa page de discussion : {{subst:avertissement admissibilité à vérifier\|Suissexe}} |

Suissexe est le troisième roman de l'autrice américaine Jen Beagin. Il paraîtra le 4 septembre 2025 au Mercure de France, dans une traduction d'Antoine Guillemain. L'édition originale, intitulée Big Swiss, a été publiée le 7 février 2023 par Simon & Schuster.

## Résumé
Greta, 45 ans, vit à Hudson, dans l'état de New York, avec son amie Sabine. Employée par un sexothérapeute, elle transcrit pour lui des enregistrements de ses séances. Elle tombe sous le charme d'une de ses clientes régulières, dont elle ne connaît que la voix et qu'elle surnomme Suissexe. Un jour, elle reconnaît sa voix en promenant son chien au parc et se présente sous un faux nom.

## Distinctions
Suissexe a été nommé pour le Lambda Literary Award for Lesbian Fiction 2024, qui récompense les œuvres de fiction à thématique lesbienne.

## Adaptation
Il est prévu que Suissexe soit adapté en série télévisée par HBO. En mars 2022, il a été annoncé que l'actrice britannique Jodie Comer jouerait dans la série et serait également productrice. Le projet sera produit par A24 et Hyperobject Industries, la société de production d'Adam McKay.